# Ulica Grzybowska w Warszawie

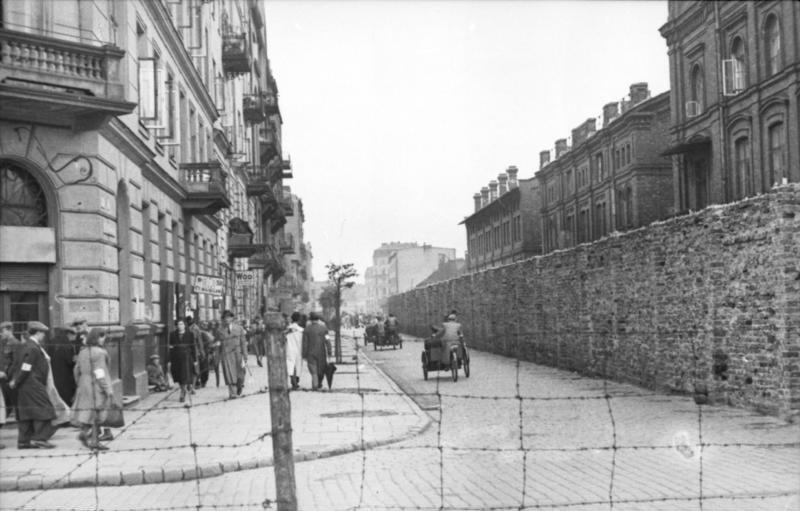
Mur getta wzdłuż ulicy Grzybowskiej, widok w kierunku wschodnim ze skrzyżowania z ulicą Żelazną (1942)

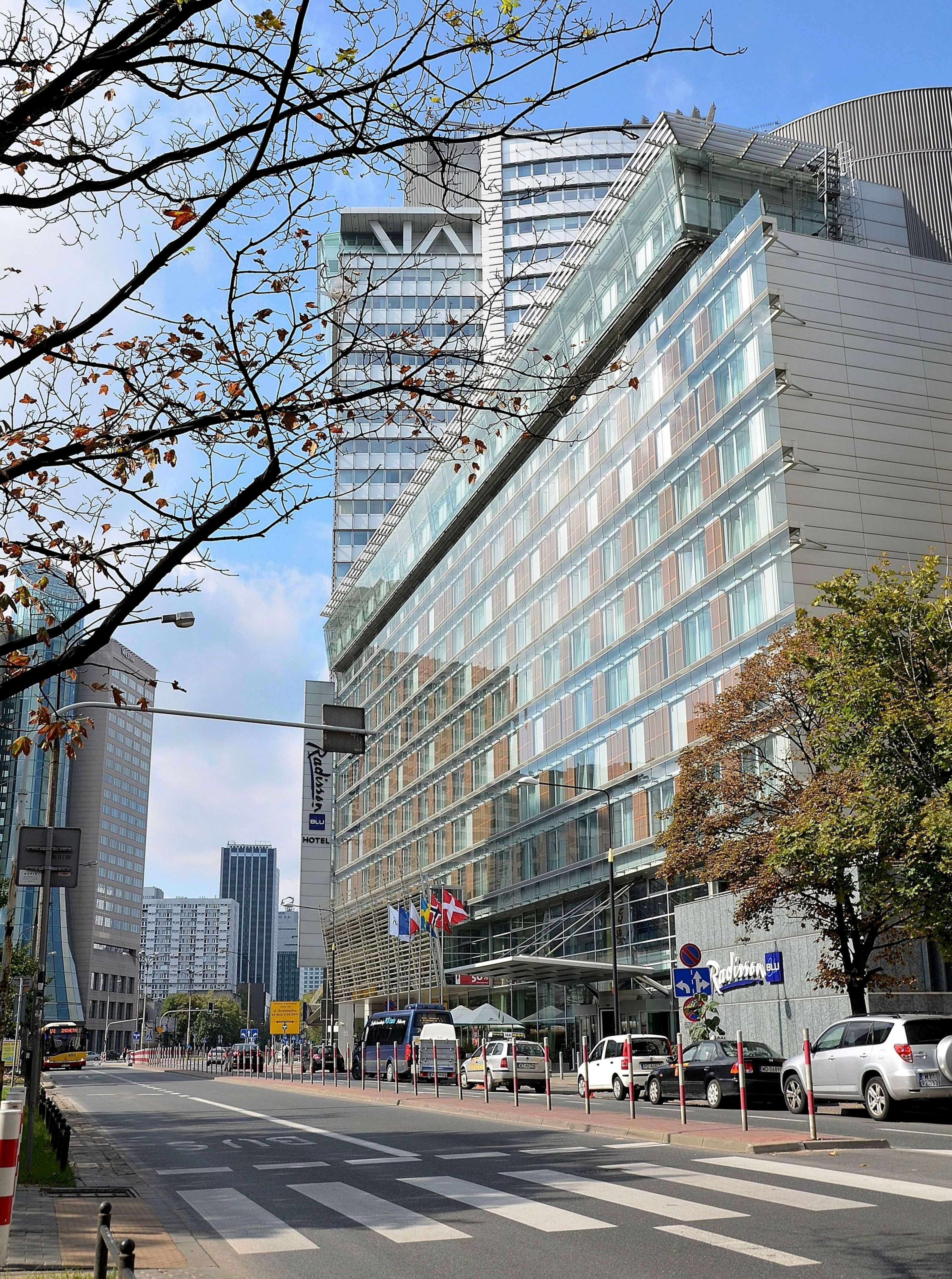
Ulica Grzybowska na wysokości hotelu Radisson Collection Warsaw

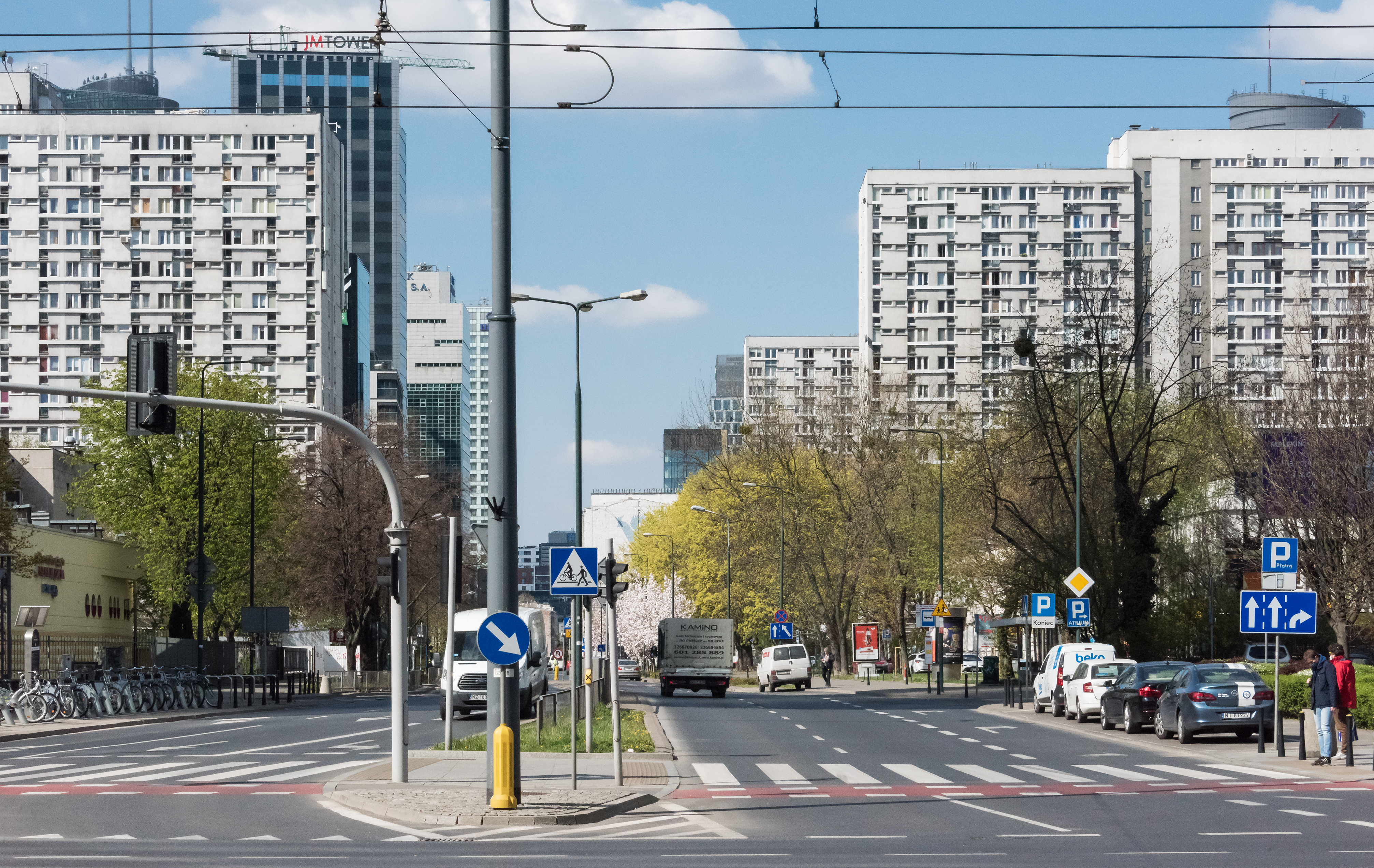
Ulica Grzybowska, widok ze skrzyżowania z Al. Jana Pawła II w kierunku zachownim

Ulica Grzybowska – ulica w dzielnicach Śródmieście i Wola w Warszawie.

## Historia
Ulica to dawna droga narolna folwarku książęcego, później – starościńskiego. Nazwa, nadana oficjalnie w 1770, pochodzi od jurydyki Grzybów. Od powstania w 1693 jurydyki Wielopole dawna droga na odcinku plac Grzybowski – ul. Ciepła stała się granicą obu jurydyk. 
W pierwszej połowie XVIII wieku była ważnym traktem wiodącym na zachód; na jednym z planów opisano ją Landt Straße nach Breslau co znaczy „Droga krajowa do Wrocławia”. W 1770 ulica została w większości uregulowana, jedynie najstarszy, początkowy odcinek zachował swój nieco chaotyczny bieg aż do lat sześćdziesiątych XX wieku.
Właśnie przy tym początkowym, granicznym odcinku powstała jeszcze w XVII wieku: były to luźno rozrzucone domy drewniane, lecz już w 1784 przy ulicy działało 11 browarów; podobnie jak na pobliskiej ul. Żelaznej browarnictwo zawsze odgrywało znaczącą rolę.
Jednak okoliczni mieszkańcy nie trudnili się jedynie wyrobem piwa: przed 1792 u zbiegu z ul. Ciepłą powstała kuźnia, zaś za Okopami Lubomirskiego i linią obecnej ulicy Towarowej istniały dwie cegielnie otoczone gliniankami, blokującymi wytyczenie przedłużenia ulicy. Pomimo tej niedogodności po 1790 nowy odcinek od Przyokopowej do Karolkowej jednak powstał. W rozwidleniu ulic i Towarowej i Przyokopowej istniała ówcześnie glinianka, co sprawiało, że nowy fragment był od starszej części nieco odizolowany.
Jeszcze w 1819 na 39 posesji tylko 10 miało zabudowę murowaną; poza odcinkiem Ciepła – Żelazna dominowały domostwa drewniane. Proces wymiany zabudowy na murowana nasilił się w latach 1832–1838: powstało wtedy dziewięć kamienic oraz pałac i kamienica należące do architekta Jana Jakuba Gaya. Niezwykle starannie zaprojektowany pałac był wzorowany na berlińskiej Akademii Budownictwa (Bauakademie) wzniesionej według projektu Karla Friedricha Schinkla i słynął z nowatorskiego w Warszawie zastosowania żeliwa, zarówno w konstrukcji, jak i w wystroju.
W latach pięćdziesiątych XIX wieku ruch budowlany przy ulicy nieco zmalał; jeszcze powstały w tym czasie tylko dwa domy, w latach sześćdziesiątych wystawiano głównie oficyny.
W latach 1869–1870 przy ulicy działało pięć browarów, w tym jeden należący do Hermana Junga; sąsiadowały one z destylarnią wódek, wytwórnią koszernego wina oraz warzelnią miodu.
W 1871 pod nr 19 powstało Towarzystwo Akcyjne Zakładów Wyrobów Metalowych „Konrad, Jarnuszkiewicz i S-ka”. W 1914 przedsiębiorstwo zatrudniało ok. 600 pracowników.
W 1882 u zbiegu z Ciepłą wybudowano wielkie koszary rosyjskiego 2. dywizjonu żandarmerii polowej, ciągnące się aż do ulicy Krochmalnej; w okresie 1899–1906 w budynku maneżu działał Teatr Ludowy.
Wcześniej, bo w okresie 1880–1881 na terenie browaru Hermana Junga powstały nowe budynki fabryczne projektu Jana Lilpopa.
Lata osiemdziesiąte i dziewięćdziesiąte XIX przyniosły realizację kilkunastu kamienic, jednak obustronną zabudowę wciąż miał tylko początkowy fragment ulicy; na dalszym odcinku dominowały jeszcze domy drewniane lub zabudowania przemysłowe.
W 1901 pod nr. 26/28 powstały oficyny mieszczące żydowską szkołę religijną, a wcześniej, bo w 1892 frontowy budynek mieszczący Zarząd Warszawskiej Gminy Starozakonnych projektowany przez Władysława Marconiego.
Na sąsiedniej posesji około 1904 na wschód od Ciepłej powstała wspaniała trzypiętrowa kamienica secesyjna, rozebrana niestety w latach siedemdziesiątych XX wieku. Jeszcze przed 1939 na jej podwórzu umieszczono posąg Kazimierza Wielkiego wykopany w 1823 pod Piasecznem; w okresie powojennym został on przeniesiony do Muzeum Warszawy.
Krótko przed I wojną światową przy Grzybowskiej działały już tylko trzy browary: dawny zakład Hermana Junga przejął Bank Handlowy, zaś istniejący już wcześniej u zbiegu z ul. Żelazną browar Kijoka stał się filią ówczesnego lidera na rynku piwowarskim – firmy Haberbusch i Schiele z ul. Krochmalnej.
Nową halę wystawiła firma „Konrad, Jarnuszkiewicz i S-ka”, zatrudniająca wtedy już 600 osób, w 1938 – 661. Końcowy odcinek ulicy wszedł w fazę przeobrażeń po 1908, kiedy u zbiegu z ul. Przyokopową wybudowano gmach Elektrowni Tramwajowej, mieszczącej od 2004 Muzeum Powstania Warszawskiego.
W 1923 na działce pomiędzy ulicami: Karolkową, Grzybowską i Przyokopową Polsko-Holenderska Fabryka Lampek Elektrycznych należąca do koncernu Philips rozpoczęła produkcję m.in. żarówek. W kolejnych latach zakład został rozbudowany.
W 1908 powstała przy ul. Młynarskiej zajezdnia tramwajów elektrycznych; projektantem i inwestorem był koncern Siemens-Schuckertwerke GmbH. Inwestycja Siemensa zintensyfikowała rozwój dzielnicy: po tym wydarzeniu przeprowadzono odcinek Grzybowskiej od Skierniewickiej na wschód. Cegielnia przy ul. Karolkowej nie pozwalała na połączenie obu części ulicy, toteż nowy odcinek nazwano ul. Siedmiogrodzką; z Grzybowską połączono go dopiero około 1935 wąskim przejazdem przez teren cegielni.
Nadal działała fabryka Towarzystwo Akcyjne Zakładów Wyrobów Metalowych „Konrad, Jarnuszkiewicz i S-ka”; drugim co do wielkości zakładem produkcyjnym była założona w 1917 mleczarnia Administracji Gospodarstw Rolnych i Leśnych „AGRIL” zatrudniająca 187 osób. Z licznych niewielkich sklepów należy wymienić salon obuwia czeskiej firmy Bata, działający w dawnym pałacyku Gaya.
Przedwojenna Grzybowska pełna była kontrastów: obok drewnianych zabudowań stały wielopiętrowe kamienice czynszowe; działał też odizolowany rzędem kamienic browar Haberbusch i Schiele, który w międzyczasie niemal zmonopolizował stołeczne piwowarstwo. Ulicę wybrukowaną „kocimi łbami” oświetlały gazowe latarnie, zachowane do lat sześćdziesiątych XX wieku.
Zabudowa ulicy ucierpiała w czasie obrony Warszawy we wrześniu 1939. Spłonęła zabudowa w rejonie placu Grzybowskiego oraz browar Kazimirusa u zbiegu z ul. Ciepłą. Od listopada 1940 wschodni odcinek Grzybowskiej od ul. Granicznej do ul. Żelaznej znalazł się w obrębie warszawskiego getta. Na krótkim odcinku między ulicami Żelazną i Waliców wzdłuż Grzybowskiej biegł mur dzielnicy zamkniętej. Przy ulicy Żelaznej znajdowała się również jedna z głównych bram do tzw. małego getta, co od 2008 upamiętnia jeden z pomników granic getta. Budynek mieszczący przed wojną Zarząd Warszawskiej Gminy Starozakonnych (nr 26/28) podczas okupacji stał się siedzibą Judenratu; w nim 23 lipca 1942 popełnił samobójstwo jego prezes Adam Czerniaków. Ulica została w całości wyłączona z getta i włączona do „aryjskiej” części miasta wraz z całym tzw. małym gettem w sierpniu 1942, w czasie wielkiej akcji deportacyjnej.
Największe straty w zabudowie przyniosły dni powstania warszawskiego; rejon ulicy Grzybowskiej i Krochmalnej broniony był przez Zgrupowanie „Chrobry II”. Głównym punktem oporu był wtedy browar Haberbusch i Schiele, którego zapasy ziarna stały się źródłem pożywienia dla okolicznej ludności. Jej skrzyżowanie z ulicą Wronią zostało zamknięte przez powstańców barykadą. 
Po upadku powstania zabudowa ulicy została wypalona; ocalały jedynie najpóźniej wzniesione obiekty o ogniotrwałej konstrukcji. Niemcy wywieźli sprzęt z fabryki Philipsa, a zabudowania wysadzili w powietrze. Po wojnie w miejscu zniszczonej fabryki wzniesiono nowe hale z przeznaczeniem dla państwowych Zakładów Wytwórczych Lamp Elektrycznych im. Róży Luksemburg.
Po wojnie fragment miasta, przez który przebiegał zachodni odcinek ulicy, był nazywany Dzikim Zachodem. W 1946 rozebrano większość spalonych zabudowań, choć w myśl ówczesnej sztuki konserwatorskiej jako wzniesione w końcu XVIII były już zabytkami – wyburzono wtedy m.in. dobrze zachowany pałacyk Jana Jakuba Gaya. Po 1945 przez długi okres Grzybowska wciąż była ulicą zaniedbaną i noszącą ślady wojennych zniszczeń; stąd zwyczajowe określenie „Dziki Zachód” dla całej okolicy.
Zabudowania fabryczne pospiesznie i nieprecyzyjnie odbudowano; po 1959 wyburzono fabrykę firmy „Konrad, Jarnuszkiewicz i S-ka” w związku z przeprowadzeniem ul. Juliana Marchlewskiego (od 1990 al. Jana Pawła II). Na terenie dawnego browaru Kijoka działały po 1954 Stołeczne Zakłady Winiarsko-Spożywcze „Warsowin” korzystające z piwnic dawnego zakładu.
W okresie 1965–1967 przy ulicy wybudowano bloki osiedla Za Żelazną Bramą według projektu Jerzego Czyża i Jana Furmana. Liczące po 15 pięter bloki, choć wyposażone w ciemne, pozbawione okien kuchnie, w okresie PRL uchodziły za osiedle prestiżowe. W latach 60. XX wieku, na działce pod nr 4, powstała także siedziba Zjednoczonego Stronnictwa Ludowego (później Polskiego Stronnictwa Ludowego), zburzona w 2004 r. i zastąpiona budynkiem mieszkalnym.
W 1974 rozebrano stojąca wśród nich wspomnianą secesyjną kamienicę pod nr. 24, zaś w 1993 na miejscu dawnej fabryki „Konrad, Jarnuszkiewicz i S-ka” wybudowano Hotel Mercure „Fryderyk Chopin”, rozebrany na przełomie 2012 i 2013, by stworzyć miejsce pod 160-metrowy biurowiec Q22. Podczas prac budowlanych w okresie 2004-06 odsłonięto zachowane piwnice browaru Kijoka (w okresie PRL wspomniane Stołeczne Zakłady Winiarsko-Spożywcze „Warsowin”), jednak zostały one częściowo rozebrane w związku z budową kompleksu mieszkalnego.

## Ważniejsze obiekty
- Osiedle za Żelazną Bramą (nr 5, 6/10, 9, 16/22, 30, 39)
- Hotel Radisson Collection (nr 24)
- PZU Tower (al. Jana Pawła II 24)
- Biurowiec Q22 (al. Jana Pawła II 22)
- Hotel Westin (al. Jana Pawła II 21)
- Hotel ibis Styles Warszawa City (nr 43)[14]
- Wieżowiec JM Tower, m.in. siedziba hotelu Leonardo Royal Hotel Warsaw (nr 45)
- Biurowiec Pekao Tower (nr 53)
- Browary Warszawskie, zabudowania dawnego browaru Haberbusch i Schiele (nr 58)
- Platinum Towers (nr 61)
- Hilton Warsaw City (63)
- Zabytkowa kamienica rodziny Gawłowiczów z 1910 (najstarsza zachowana przy ulicy, nr 71)
- Zabytkowa kamienica firmy J. Hurewicz z 1936 zaprojektowana przez Szymona Syrkusa (nr 73)
- Budynek Wydawnictwa Bellona (nr 77)
- Biurowiec Prime Corporate Center (nr 78)
- Muzeum Powstania Warszawskiego (nr 79)
- Biurowiec Kolmex (nr 80/82)
- Budynek dawnego Laboratorium chemiczno-farmaceutycznego „Asmidar”, siedziba m.in. Muzeum Nurkowania (nr 88)

## Obiekty nieistniejące
- Pomnik Czynu Chłopskiego
- Budynek Główny Gminy Żydowskiej w Warszawie (nr 26/28)